# نوى الأعصاب القحفية
نَوَاة العَصَب القحفيّ هي مجموعة من العُصبونات (مادة رماديّة) في جذع الدماغ ترتبط بعصب قحفيّ واحد أو أكثر. تُشكِّلُ المحاوير التي تحمل المعلومات من وإلى الأعصاب القحفيّة، تُشكِّلُ تشابُكاً أول في هذه النِوَى. يمكن أن تؤدي الآفات في هذه النِوَى إلى تأثيرات تشبه تلك التي تحدث عند قطع العصب (أو الأعصاب) التي ترتبط بهذه النِوَى. تقع جميع نوى الأعصاب القحفية عدا نواة العصب البَكَرِيّ (IV) على الجانب ذاته من الجسم.

## البنية

### الحسية والمحركة
عموماً تكون النوى المُحرِّكة أقرب إلى الأمام (بطنيّة) و النِوَى والعُصبُونات الحسيّة أقرب إلى الخلف (ظهريّة). يعكس هذا الترتيب ترتيب المسارات في الحبل الشوكي.
- بالقرب من الخط الناصف توجد النِوَى الصادرة المُحرِّكة، كنواة العصب المُحرِّك للعين التي تتحكم بالعضلات الهيكلية المحيطة بالعين. و إلى الوحشي منها يوجد النِوَى الصادرة الذاتيّة (أو الحشويّة).
- هناك فصل يُدعى الثلم المُحدِّد وإلى الوحشي منه توجد النوى الحسيّة. و بالقرب من الثلم المحدِّد توجد النوى الواردة الحشويّة، وهي نواة السبيل المفرد.
- إلى الوحشي وإلى الخلف قليلاً، توجد النِوَى الواردة الجسديّة العامة. هنا توجد نواة ثُلاثي التوائم. في الخلف على السطح الظهري لجذع الدماغ وإلى الوحشي توجد النواة الواردة الجسديّة الخاصة وهي تحمل الإحساس الخاص كالتوازن.
- منطقة أُخرى ليست على ظهر جذع الدِمَاغ، حيث نواة الألياف الصادرة الحشوية الخاصة. تتشكل من الأقواس البلعومية عند الجنين. توجد هذه المنطقة تحت النواة المُحرِّكة الذاتية وتتضمن النواة المُلتبِسَة، ونواة العصب الوجهي، والجزء الحركي من نواة العصب ثُلاثي التوائم.

### الموقع
تُوثِّق هذه القائمة النوى من خلال موقعها في أي جزء من الدماغ:
- نواة الدماغ المتوسط للعصب ثلاثي التوائم]] (V) - حسيّة
- النواة الحمراء - محركة، خارج السبيل الهرمي
- نواة العصب البكري (IV) - محركة
- النواة المُحرِّكة للعين (III) - محركة
- نواة إيدنجر-ويستفال (III) - محركة حشوية

- النوى القوقعية (VIII) - حسية
  - النواة القوقعية الظهرية
  - النواة القوقعية البطنية
- النوى الدهليزية (VIII) - حسية
- النوى اللعابية - محركة حشوية
  - النواة اللعابية السفلية (IX)
  - النواة اللعابية العلوية (VII)
- النواة الوجهية (VII) - محركة
- النواة المُبَعِّدة (VI) - محركة
- النواة المحركة ثلاثية التوائم (V) - محركة
- النواة ثلاثية التوائم الرئيسية (V) - حسية (اللمس الخفيف والاهتزاز)

- النواة تحت اللسان (XII) - محركة

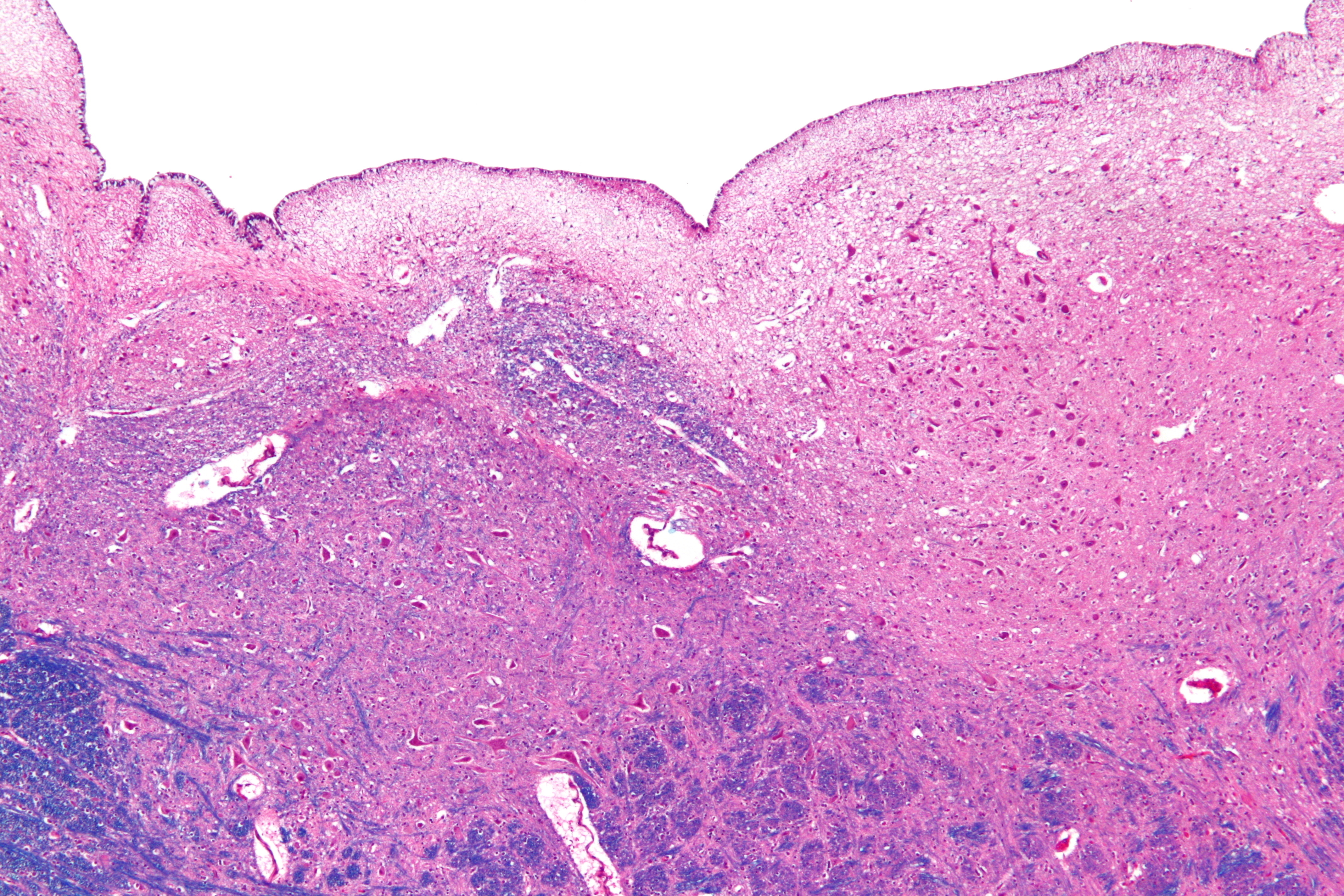
صورة مجهريّة للقسم الخلفي من الجزء المفتوح من النخاع المستطيل، تُظهر البطين الرابع (في قمة الصورة) و نواة العصب تحت اللسان (في الوسط و اليسار) و النواة المحركة الظهرية للعصب المبهم (الوحشي و اليمين).

- النواة المحركة الظهرية للعصب المُبهَم (X) - محركة حشوية
- النواة المُلتَبِسة (IX, X, XI) - محركة
- النواة المفردة (VII, IX, X) - حسية
- النواة ثلاثية التوائم الشوكية (V) - حسية (درجة الحرارة، والألم)
- النواة الزيتونية السفلية ألياف واردة إلى المخ

## الموقع
| العصب الشَمِّيّ            | البصلة الشمية |
| العصب البصري           | النواة الركبية الوحشية |
| العصب المحرك للعين     | النواة المحركة للعين نواة إيدنجر-ويستفال |
| العصب البَكَرِيّ           | النواة البكرية |
| العصب ثلاثي التوائم    | نِوَى العصب ثلاثي التوائم: نواة الدماغ المتوسط للعصب ثلاثي التوائم النواة الحسية الأساسية النواة ثلاثية التوائم الشوكية النواة المحركة للعصب ثلاثي التوائم |
| العصب المُبَعِّد           | النواة المبعِّدة |
| العصب الوجهي           | النواة المحركة الوجهية النواة اللعابية العلوية النواة المفردة                                                                                            |
| العصب الدهليزي القوقعي | النوى الدهليزية مع نوى فرعية النواة القوقعية مع نوى فرعية                                                                                                |
| العصب البلعومي اللساني | النواة المفردة النواة الشوكية للعصب ثلاثي التوائم النواة الوحشية للمثلث المُبهَم النواة الملتبسة النواة اللعابية السفلية                                   |
| العصب المُبهَم           | النواة الظهرية للعصب المبهم النواة الملتبسة النواة المفردة النواة ثلاثية التوائم الشوكية                                                                 |
| العصب الإضافي          | النواة الإضافية الشوكية النواة الملتبسة |
| العصب تحت اللسان       | نواة العصب تحت اللسان |

## صور إضافية

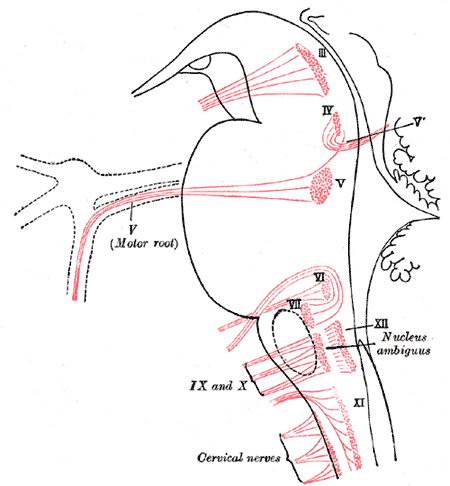
مخطط يُظهر نوى منشأ الأعصاب المحركة القحفية، منظر وحشي
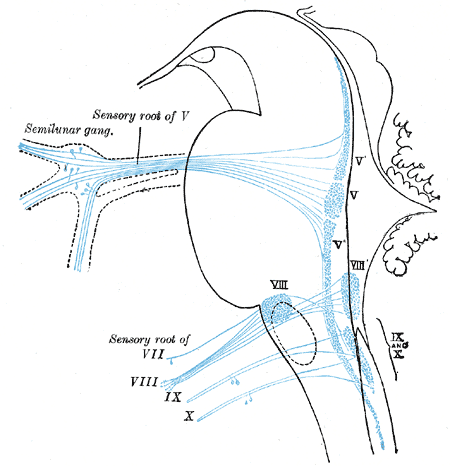
مخطط يُظهر النوى الانتهائية الأولى للأعصاب القحفية (الحسيّة) الواردة، منظر وحشي
مقطع سهمي في جذع الدماغ

## روابط إضافية
- أطلس تشريح جامعة ميشيغان n2a6p2
- Slides at Colorado College